# Electro-Optical Infrared Weather System
Electro-Optical Infrared Weather System ou EWS est une série de satellites météorologiques en cours de conception en 2023 destinés à répondre aux besoins de l'Armée de l'air américaine. Ils doivent prendre la suite des DMSP arrivant en fin de vie. Plusieurs fournisseurs potentiels ont été sélectionnés en 2020 et un vainqueur doit être désigné en 2023.  
La genèse du projet débute en 1994 avec la mise sur pied du programme NPOESS dont l'objectif est de répondre à la fois aux besoins civils et militaires de données météorologiques et de mettre fin à la duplication des satellites matérialisée par la coexistence des satellites DMSP et NOAA POES. Mais le projet NPOESS est annulé en 2011, victime de son surcoût et du dérapage de son calendrier. Dans un contexte budgétaire complexe, lié notamment à des relations tendues avec le Congrès américain, le département de la Défense choisit alors de développer deux filières de satellites pour remplacer les DMSP. Les satellites WSF-M emportent un scanner passif micro-ondes chargé de mesurer les vents de surface tandis qu'un deuxième type de satellite, les Electro-Optical Infrared Weather System (EWS) doivent fournir des images en lumière visible et infrarouge. 

## Contexte

### La constellation des satellites météorologiques militaires DMSP
Les satellites DMSP constituent une famille de satellites météorologiques à défilement du département de la Défense des États-Unis dont la conception remonte aux débuts de l'ère spatiale. Ces satellites répondent à la fois à des besoins stratégiques (satellites de reconnaissance) et tactiques (couverture météorologique locale au niveau du champ de bataille). Une cinquantaine de ces satellites météorologiques sont placés sur une orbite polaire entre 1962 et 2014. Au fur et à mesure des progrès techniques, le programme donne naissance à onze séries distinctes de satellites d'une sophistication et d'un coût croissant. Au fil du développement des versions, plusieurs tentatives sont effectuées pour fusionner ce programme militaire avec le programme civil équivalent développé par la NASA et la NOAA mais aucune n'aboutit.

### Échec du programme commun civil et militaire NPOESS (1994-2010)
En 1994, le programme NPOESS est lancé à l'initiative du gouvernement américain (administration Clinton) pour développer la prochaine génération de satellites météorologiques en orbite polaire. Ceux-ci doivent remplacer simultanément la famille des satellites NOAA POES civils et des DMSP militaires et ainsi réduire les coûts. Le programme est piloté par les trois agences gouvernementales concernées : l'agence météorologique américaine NOAA doit piloter le nouveau programme, la Armée de l'air américaine doit développer les dispositifs de collecte et de traitement des données et la NASA est chargée du développement des instruments. Pour réduire les risques, un prototype, le satellite Suomi NPP (NPOESS Preparatory Project) est développé. Le premier contrat pour la réalisation d'un premier satellite de série est passé en 2002. Le coût de l'ensemble du programme, qui comprend 6 satellites et doit déboucher sur un premier engin spatial opérationnel en 2008, est évalué à 7 milliards de dollars américains. Mais le projet rencontre plusieurs difficultés : la mise au point de l'instrument VIIRS se heurte à des difficultés techniques, le coût du programme passe à 10 milliards de dollars tandis que l'échéance recule de 2008 à 2010. Avec ce dérapage, le projet tombe sous le coup de l'amendement Nunn-McCurdy (dispositif législatif pouvant entrainer l'annulation d'un programme militaire dont le surcoût dépasse 25%) et est restructuré : le nombre de satellites est réduit de 6 à 4 (il est prévu que l'agence météorologique européenne Eumetsat assure avec ses satellites la fourniture des données manquantes) tandis que le nombre d'instruments embarqués passe de 13 à 9. Malgré ces modifications, le programme continue à accumuler retards et dépassements. Le coût estimé passe à 15 milliards de dollars et la mise au point de VIIRS rencontre toujours autant de difficultés. Finalement, le programme commun est annulé en février 2010 : il est décidé que la NOAA développera deux satellites JPSS pour répondre à ses seuls besoins tandis que l'Armée de l'Air lance en 2011 un projet pour développer ses propres satellites (programme Defense Weather Satellite System (en)  DWSS). L'Armée de l'Air passe commande d'une premier satellite qui emporte un imageur fonctionnant en lumière visible et micro-ondes, un scanner micro-ondes et un équipement de surveillance de la météorologie spatiale auprès de Northrop Grumman pour un montant de 429 millions US$,.

### Réactivation des satellites DMSP stockés (2011-2016)
Dès l'annulation du projet NPOESS, l'Armée de l'Air a décidé, pour maintenir ses capacités météorologiques, de réactiver les deux derniers satellites DMSP non lancés et placés en stockage à Sunnyvale (Californie). Le premier de ces satellites, DMSP 5D-3/F19, est remis en état par son constructeur Lockheed Martin et placé en orbite début 2014. Mais la réactivation du deuxième satellite, DMSP 5D-3/F20, est suspendue lorsque DMSP 5D-3 tombe en panne seulement 22 mois après avoir été lancé. Le Congrès américain refuse de dégager les 120 millions US$ demandés pour remettre en état le dernier satellite disponible, ce qui met fin à ce programme. Le satellite resté sur Terre est désormais exposé dans le hall du bâtiment d'état-major du  Space and Missile Systems Center (en) (SMC aujourd'hui composant de l'United States Space Force) à Los Angeles.

### Scission du programme de remplacement (2012-2017)
Le programme militaire DWSS qui avait succédé au NPOESS est à son tour annulé par le Congrès américain en 2012. Une autre source de conflit entre l'Armée de l'Air vient se greffer sur le programme à la même époque. l'Armée de l'Air a décidé de supprimer l'Operationally Responsive Space Office (ORS), un département créé pour développer des satellites militaires à faible coût. Le Congrès américain conteste cette décision et décide en 2013 d'accorder à ce département une ligne budgétaire pour la réalisation d'un petit satellite météorologique, baptisé ORS-8. Le satellite qui emporte un imageur visible et infrarouge et est consacré à la détermination des caractéristiques des nuages doit ainsi couvrir une partie des fonctionnalités des DMSP. Dans ce contexte et pour assurer une couverture de l'ensemble des fonctionnalités prises en charge par les DMSP, l'Armée de l'Air décide en 2017 de développer deux filières de satellite météorologique : les uns emporteront un  scanner micro-ondes passif et les autres un imageur fonctionnant en lumière visible et dans l'infrarouge. Le développement d'ORS-8 est confié en 2018 à la société Sierra Nevada mais le résultat de l'appel d'offres est contesté et peu après l'Armée de l'Air décide d'annuler ce projet. La situation devient critique car il ne reste plus à cette date que cinq satellites DMSP opérationnels (quatre à compter de 2020) qui ont largement dépassé la durée de vie pour laquelle ils ont été conçus (5 ans alors qu'ils ont été placés en orbite entre 1999 et 2009).

## Développement des satellites EWS
Le développement du satellite météorologique, chargé de fournir des images des nuages et baptisé Electro-Optical Infrared Weather System (EWS), est chaotique. À la suite de l'annulation du prototype ORS-8 qui devait assumer cette fonction, l'Armée de l'Air confie le pilotage du projet au Space Enterprise Consortium (SpEC), un département créé pour faire travailler des start-up et des PME et permettre d'alléger les contraintes juridiques tout en partageant la charge d'investissement. En juin 2020, SpeC alloue un montant total de 309 millions US$ à trois sociétés - Raytheon Technologies, General Atomics Electromagnetic Systems et Atmospheric & Space Technology Research Associates - pour développer des prototypes de l'EWS. L'objectif initial imposé aux compétiteurs était de disposer des propositions au printemps 2021 mais cette date est repoussée d'un an. La sélection de la société est repoussée à 2023. Raytheon choisit de développer un satellite de taille réduite emportant une version miniaturisée de l'instrument VIIRS développé pour le projet NPOESS et qui est désormais opérationnel à bord des satellites Suomi NPP et JPSS-1. General Atomics propose une constellation de 15 satellites de 200 kilogrammes équipés d'un scanner développé par EOVista, un spécialiste des capteurs aéroportés. Enfin Atmospheric & Space Technology Research Associates propose une constellation de 50 CubeSats 12U. Le Congrès américain a approuvé la ligne budgétaire de 750 millions US$ demandé par l'Armée,.
Le 3 janvier 2023, un prototype du CubeSat 12U proposé par  Atmospheric & Space Technology Research Associates est placé en orbite. 

## Développement des satellites WSF-M
Le développement de la deuxième famille de satellites remplaçant les DMSP est beaucoup plus avancée. En 2015, une ligne budgétaire de 800 millions US$ est dégagée pour développer deux satellites Weather System Follow-on Microwave (WSF-M) emportant uniquement un scanner micro-ondes passif auquel est ajouté un équipement d'observation de la météorologie spatiale que l'US Air Force a décidé désormais d'installer à bord de tous ses satellites. Le Space and Missile Systems Center confie en 2017 à Ball Aerospace la réalisation du premier satellite, qui est baptisé Weather System Follow-on Microwave abrégé en WSF-M (en français système météorologique micro-ondes suivant), pour un montant de 349 millions de US $. Celui-ci doit être placé en orbite fin 2023 et être opérationnel mi-2024 (début 2023 la date de lancement a été repoussée à 2024). La commande du deuxième satellite est prévue en 2023/2024 pour un lancement vers 2028. Le scanner micro-ondes embarqué permet de mesurer les vents à la surface des océans et l'intensité des cyclones tropicaux qui constituent les données prioritaires pour le commanditaire mais n'inclut pas l'analyse des caractéristiques des nuages (fonction prise en charge par les DMSP) que l'Armée compte obtenir via d'autres satellites ou des instruments embarqués sur des engins spatiaux tiers. Par contre, le scanner permettra d'obtenir, outre la vitesse des vents de surface, leur direction, une donnée non restituée par les DMSP. Le développement du WSF-FM passe en avril 2020 avec succès la revue critique de conception et le constructeur annonce à cette date que le satellite sera transféré sur le site de lancement en 2023.